# Kreis Iași

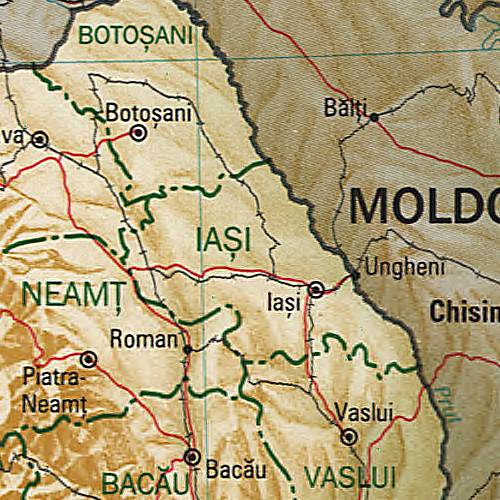
Karte des Kreises Iași

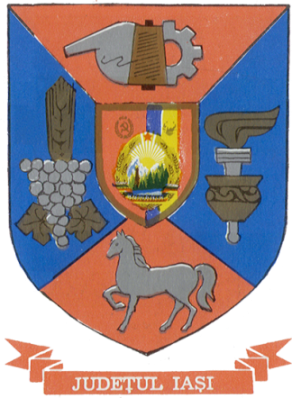
Wappen des Kreises Iași, zur Zeit des Realsozialismus

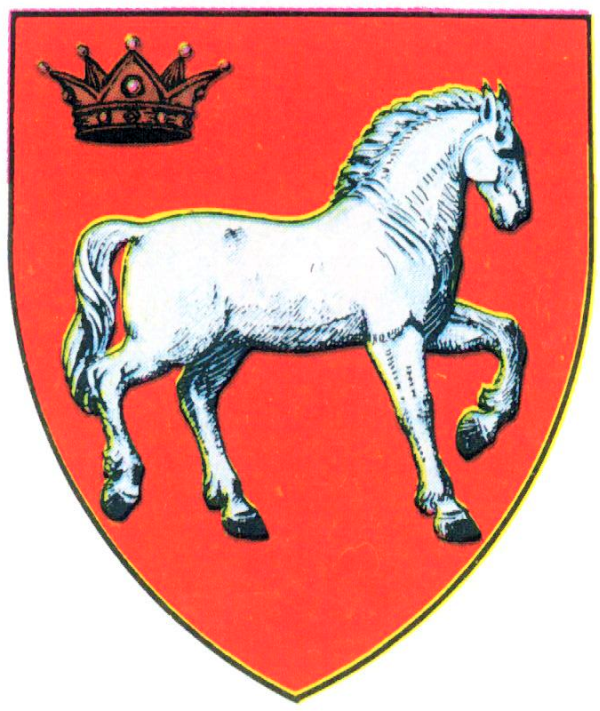
Wappen des Kreises Iași, in der Zwischenkriegszeit

Der Kreis Iași ([jaʃʲ]; Ausspracheⓘ) ist ein rumänischer Kreis (Județ) in der Region Moldau mit der Kreishauptstadt Iași. Seine gängige Abkürzung und das Kfz-Kennzeichen sind IS.
Der Kreis Iași grenzt im Norden an den Kreis Botoșani, im Osten an die Republik Moldau, im Süden an den Kreis Vaslui, im Westen an die Kreise Neamț und Suceava.

## Demographie
Im Jahr 2002 hatte der Kreis 816.910 Einwohner und eine Bevölkerungsdichte von 150 Einwohnern pro km².
Bei der Volkszählung 2011 hatte der Kreis Iași 772.348 Einwohner somit eine Bevölkerungsdichte von 141 Einwohnern pro km².

## Geographie
Der Kreis hat eine Gesamtfläche von 5476 km², dies entspricht 2,29 % der Fläche Rumäniens.

## Städte und Gemeinden
Der Kreis Iași besteht aus offiziell 429 Ortschaften. Davon haben fünf den Status einer Stadt, 93 den einer Gemeinde. Die übrigen sind administrativ den Städten und Gemeinden zugeordnet.
Größte Orte
| Stadt/Gemeinde                   | Einwohnerzahl |
| -------------------------------- | ------------- |
| Iași (dt. Jassy, ung. Jászvásár) | 271.692       |
| Pașcani                          | 030.766       |
| Miroslava                        | 028.534       |
| Ciurea                           | 017.254       |
| Valea Lupului                    | 014.510       |
| Holboca                          | 013.697       |
| Tomești                          | 012.169       |
| Hârlău (ung. Harló)              | 010.349       |
| Belcești                         | 010.231       |
| Târgu Frumos                     | 009597        |
| Podu Iloaiei                     | 008992        |
| Deleni                           | 008885        |
| Rediu                            | 008295        |
| Bârnova                          | 007913        |
| Popricani                        | 007236        |
| (Stand: 1. Dezember 2021)        |               |